# Kościół Miłosierdzia Bożego w Elblągu
Kościół Miłosierdzia Bożego w Elblągu – rzymskokatolicki kościół parafialny w Elblągu, w województwie warmińsko-mazurskim. Należy do parafii św. Jerzego dekanatu Elbląg Południe diecezji elbląskiej.

## Historia kościoła

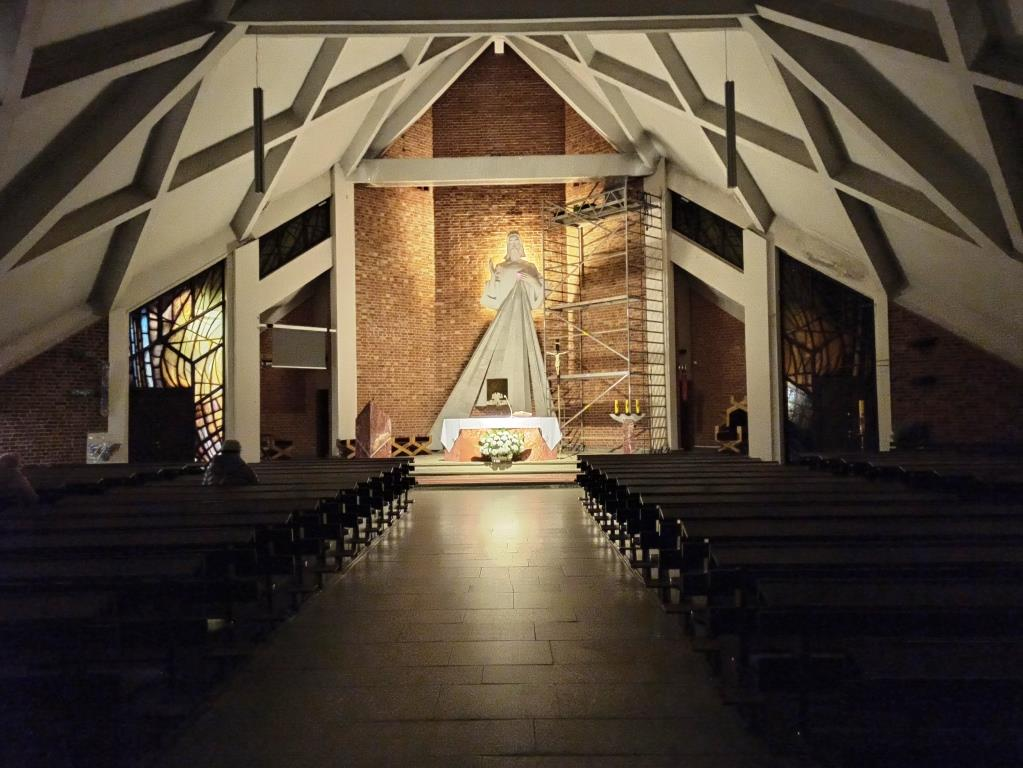
Wnętrze świątyni

W 1973 roku z parafii św. Mikołaja w Elblągu wydzielono parafię św. Jerzego. Jednak niewielki kościół św. Jerzego nie był w stanie pomieścić wiernych nowo utworzonej parafii. Dlatego w lecie msze św. odprawiano na zewnątrz, a zimą większość wiernych stała przed kościółkiem. Dopiero w latach 80. wydano pozwolenie na wzniesienie większej świątyni. Jednak nie zezwolono na budowę w parku Traugutta, gdzie to do lat 50. XX w. znajdował się kościół św. Anny, ale na podmokłym brzegu rzeki Kumieli. Projekt świątyni opracowała architekt Anna Derecka-Barszczyńska. 25 grudnia 1987 roku ks. infułat Mieczysław Józefczyk dokonał poświęcenia nowego kościoła pw. Miłosierdzia Bożego.
Do wyboru wezwania Miłosierdzia Bożego przyczynił się parafianin, pułkownik Bolesław Nieczuja-Ostrowski, który był propagatorem kultu siostry Faustyny, późniejszej błogosławionej i świętej Kościoła. Ponadto w parafii przechowywano bardzo cenny obraz widzenia siostry Faustyny. Była to najprawdopodobniej pierwsza próba namalowania przez Eugeniusza Kazimirowskiego widzenia siostry Faustyny. Ów obraz przywiózł ze sobą z Wina ks. kanonik Mieczysław Wojciuk jak prezent z okazji otrzymania sakramentu święceń. Współcześnie obraz znajduje się w kościele i może być jednym z nielicznych zachowanych dzieł Eugeniusza Kazimirowskiego.
12 maja 2015 roku na wieży kościoła zawisł dzwon podarowany przez anonimowego darczyńcę.